# 田畑祐一 (アナウンサー)
田畑 祐一（たばた ゆういち、1960年6月14日 - ）は、日本のフリーアナウンサー、元テレビ朝日のエグゼクティブアナウンサー。

## 来歴・人物
東京都出身。身長183 cm。東京都立駒場高等学校、日本大学商学部卒業。1984年にアナウンサーとしてテレビ朝日に入社。同期は藤井暁、山口容子、佐藤仁美。アナウンサー以外では、現・静岡朝日テレビ代表取締役社長の平城隆司がいた。
主にスポーツ中継の現場で活動し、特に辻義就と共にプロレス、あわせてサッカーを中心に担当していた。テレビ朝日サッカー放送では角澤照治とともにエース格として実況に携わっていたが、2011年現在では進藤潤耶にその座を譲っている。『ワールドプロレスリング』では、蝶野正洋に頭からビールをかけられたことがある。
1998年の長野オリンピックではジャパン・コンソーシアムの一員として参加、自らが実況した種目で日本代表選手が金メダルを連発（女子フリースタイルスキーモーグル:里谷多英、男子スケートショートトラック500m:西谷岳文）したことから金メダルアナの異名がついた。
また、2004アジアカップでの「日本対ヨルダン」との準々決勝でのPK戦の実況を担当した。
2014年9月に開幕するFIAフォーミュラE選手権の実況を担当する。
稀にではあるがテレビ朝日系列のドラマに出演することもあり、映画の『相棒-劇場版-』にもアナウンサー役として出演した。
プライベートでUAEまでU-20日本代表を応援しに行くほどのサッカー好きである。JリーグではFC東京のファンである。
また料理にも造詣が深く、40年もの料理歴を誇り、専用包丁を6本も所有するほどのベテランである。
2017年10月から『ワールドプロレスリング』の実況に再び復帰した。
2020年6月に定年を迎えたあとも嘱託契約でアナウンサー業務を継続した。2025年6月14日で65歳の誕生日を迎えたことにより、6月30日付で41年2ヶ月在職したテレビ朝日を退職予定。退職後はフリーアナウンサーとして活動する意向を示している。

## Voice （テレビ朝日アナウンサーによる舞台）
Voice5 Returns（2006年9月23、24日）
- 演劇『愛のテレ朝内閣』 国民管理局局長役

Voice6（2009年2月28日、3月1日）
- 演劇『ヴィーナス・エスケープ』 「アナの穴」署長役

## 現在の出演番組
- スポーツ中継各種
- ワールドプロレスリング（実況・リポート、1991年4月 - 2000年3月・2017年10月 - ）

## 過去の出演番組
報道・情報番組
| 期間       | 期間       | 番組名              | 役職                                                               |
| ---------- | ---------- | ------------------- | ------------------------------------------------------------------ |
| 1986年10月 | 1986年12月 | ANNニュースライナー | 週末担当キャスター                                                 |
| 1986年10月 | 1986年12月 | ANNニュースレーダー | 週末メインキャスター                                               |
| 1987年10月 | 1988年9月  | ナイトライン        | スポーツキャスター                                                 |
| 1993年4月  | 1994年9月  | ステーションEYE     | 平日スポーツキャスター ※1993年10月から、担当曜日を月～木曜日に縮小 |
| 1994年4月  | 1995年9月  | フロンティア        | レギュラーキャスター                                               |
| 1995年10月 | 1998年3月  | NBA FAST BREAK      | 担当キャスター                                                     |
| 1998年4月  | 1999年9月  | ザ・スクープ        | スポーツキャスター                                                 |
| 2003年4月  | 2004年3月  | 気になる!           | リポーター                                                         |

その他
- ウッチャンナンチャンの炎のチャレンジャーこれができたら100万円!!（実況）
- リングの魂（実況、ナレーション）（1998年10月 - 2000年4月）
- 完売劇場
- ロンドンハーツ（2001年10月 - 2005年3月）
- ド・ナイト
- いきなり!黄金伝説。（ナレーション）
- 笑顔がごちそう ウチゴハン（ナレーション）
- 夜の巷を徘徊する（2016年1月22日（1月21日深夜））
- 相棒11（解説放送ナレーション）
- トットちゃん!（解説放送ナレーション）
- まだアプデしてないの？（2022年7月23日・30日）

### イベント
- 豆腐プロレス The REAL 2017 WIP CLIMAX（2017年8月29日、後楽園ホール） - 実況担当／ワールドプロレスリング降板以来、17年ぶりのプロレス実況が実現した。その後ワールドプロレスリングの実況にも復帰を果たす[4]。
- 豆腐プロレス The REAL 2018 WIP QUEENDOM（2018年2月23日、愛知県体育館） - メイン実況担当。他にも山崎弘喜・大西洋平の2人が参加していた。